# J. J. Jansen
(en) Statistiques sur pro-football-reference
Jeffrey Richard Jansen dit J. J. Jansen (né le 20 janvier 1986 à Phoenix) est un joueur américain de football américain. Il joue actuellement avec les Panthers de la Caroline.

## Enfance
Il étudie au Brophy College Preparatory de sa ville natale de Phoenix.

## Carrière

### Université
Jansen fait ses études à l'université Notre Dame et joue avec les Fighting Irish en football américain.

### Professionnel
J .J. Jansen n'est sélectionné par aucune équipe lors du draft de la NFL de 2008. Il signe comme agent libre non-drafté en 2008 avec les Packers de Green Bay mais ne joue aucun match avec les Packers.
En 2009, il arrive chez les Panthers de la Caroline où on lui confie le rôle de long snapper titulaire dès son arrivée. Le 7 février 2012, il signe une prolongation de contrat de quatre ans, étant lié au club jusqu'en 2015.